# Impatiens andohahelae
Impatiens andohahelae är en balsaminväxtart som beskrevs av Fischer och Rahelivololona. Impatiens andohahelae ingår i släktet balsaminer, och familjen balsaminväxter. Inga underarter finns listade i Catalogue of Life.